# Эскадренные миноносцы типа 052C
Эскадренные миноносцы типа 052C (эскадренные миноносцы типа «Ланчжоу», обозначение НАТО — Luyang-II) — серия из шести китайских эскадренных миноносцев. Первые в ВМС КНР корабли с ЗРК обеспечивающим зональную ПВО и имеющие высокоинтегрированные боевые системы, многофункциональный радар с ФАР и установку вертикального пуска ракет.
Первый корабль серии (DDG-170 «Ланчжоу») вступил в строй в июле 2003 года, второй (DDG-171 «Хайкоу») — в 2005 году. Оба построенных корабля входят в состав Южного флота и базируются на Чжаньцзян, четыре строящихся войдут в состав Восточного флота.

## Конструкция
В основу конструкции корабля положена модульная концепция. Использован корпус эсминца предшествующего типа 052B. Высота надстройки увеличена для размещения четырёх стационарных ФАР многофункционального радара. В отличие от эсминцев типа 052B, где широко использовались российские технологии, оборудование и вооружение, эсминцы типа 052C построены в большей мере на основе китайских технологий.

## Двигательная установка
Двигательная установка — комбинированная дизель-газотурбинная (CODOG), состоит из двух газотурбинных двигателей DA80/DN80 украинского производства суммарной мощностью 48 600 л.с. и двух дизелей Shaanxi (китайская копия дизеля MTU 20V956TB92) суммарной мощностью 8840 л.с.

## Боевая информационно-управляющая система
Основу боевых систем корабля составляет многофункциональный радар с ФАР, система управления и принятия решений (англ. Command and Decision system, CDS), система отображения боевой обстановки и система управления оружием (англ. Weapon Control System, WCS). С помощью тактический сети передачи данных и спутниковой связи БИУС способна обмениваться тактической информацией с другими кораблями, самолётами и вертолётами.
БИУС разработана на основе французской системы Thomson-CSF TAVITAC с доработками, расширяющими возможности противодействия противокорабельным ракетам.
Тактическая сеть передачи данных HN-900 использует для связи антенну Light Bulb. Рабочая частота системы 225 МГц в КВ- и 400 МГц в УКВ-диапазоне.

## Вооружение

### Зенитный ракетный комплекс
На кораблях этого типа установлены 8 модулей установки вертикального пуска HHQ-9 китайской разработки на 6 зенитных ракет каждый (всего 48 ракет). Шесть модулей расположены в носовой части корабля перед надстройкой, два других — в кормовой части надстройки над вертолётным ангаром.
Ракеты являются копией или китайской доработкой российских зенитных ракет комплекса С-300Ф/Риф. Сходна также конструкция пусковой установки, однако в отличие от российских 8-контейнерных ПУ револьверного типа, в китайской УВП HHQ-9 контейнеры неподвижны, и каждая ячейка УВП имеет собственную крышку. Для пуска ракеты применяется «холодный» метод. Ракета выбрасывается из пусковой установки силой сжатого воздуха из накопительной ёмкости, после чего на небольшой высоте включается реактивный двигатель.
Корабельный вариант зенитной ракеты HQ-9 разработан в 1990-х годах на основе ракеты наземного комплекса, являющегося адаптированным китайским вариантом российского комплекса С-300. Реактивный двигатель и система управления заимствованы у С-300. Ракета располагается в цилиндрическом транспортно-пусковом контейнере, вертикально установленном внутри УВП.
Обзор и целеуказание для ЗРК обеспечивает основной многофункциональный радар, сопровождение и подсветку цели в X-диапазоне — небольшой радар с ФАР, расположенный на крыше надстройки рядом с кормовыми модулями УВП.

### Противокорабельные ракеты

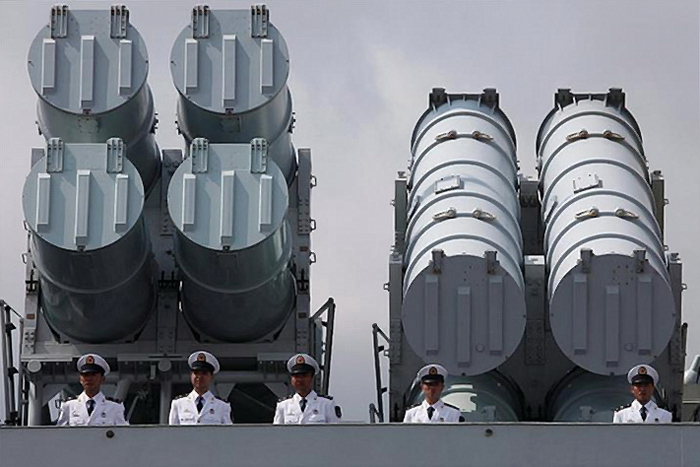
YJ-62

Противокорабельное оружие представлено ракетами YJ-62 (C-602) китайского производства. В отличие от предшествующего типа ракет YJ-8, ракеты YJ-62 размещаются в транспортно-пусковых контейнерах цилиндрической формы. Две четырёхконтейнерные пусковые установки располагаются в средней части корабля. Управление ракетами осуществляется с помощью радара Band Stand, установленного в передней части надстройки над ходовым мостиком, и радаром Light Bulb, расположенным спереди от вертолётного ангара. На маршевой части траектории ракета использует инерциальное наведение, корректируемое по GPS, на конечном участке — активное радиолокационное самонаведение. Максимальная дальность стрельбы составляет 280 км, высота полёта на маршевом участке около 30 м. Вблизи цели ракета снижается до 7-10 м. Радиус действия радара активного самонаведения — около 40 км.

### Артиллерия
Основной калибр представляет собой 100-мм универсальную полностью автоматическую одноствольную установку китайского производства (разработка «Института 713»), разработанную на основе французской АУ Creusot-Loire T100C. Установка предназначена для стрельбы по наземным и воздушным целям, включая дозвуковые крылатые ракеты. Скорострельность составляет 90 выстр./мин. Установка может действовать в полностью автоматическом режиме на основе данных радара, оптической визирной системы, либо в ручном режиме. Форма башни оптимизирована для уменьшения радиозаметности установки.
Корабль вооружён двумя 30-мм скорострельными семиствольными артиллерийскими установками малого радиуса действия типа 730 с дальностью стрельбы до 3 км и скорострельностью 4600-5800 выстр./мин. Установки расположены побортно позади мостика. Сообщается, что эти установки являются китайскими копиями голландской системы Goalkeeper.

### Противолодочное оружие
Основным противолодочным оружием является трёхтрубный итальянский торпедный аппарат для противолодочных торпед и 12-ствольный реактивный бомбомёт типа 75.

### Авиация
В кормовой части эсминца расположена посадочная площадка и ангар для противолодочного вертолёта Ка-28 (код НАТО — Helix) или сходного по характеристикам китайского Z-9C. Вертолёт может нести противолодочные торпеды и глубинные бомбы. Радиус действия вертолёта составляет 200 км.

### Электронное оборудование
Основу электронного оборудования корабля составляет многофункциональный радар с ФАР, четыре стационарные антенны которого расположены в надстройке. Сообщается, что радар разработан Исследовательским институтом электронных технологий в Нанкине, известном также как «Институт 14». Размер каждой из четырёх решёток радара 3,9 × 4,6 м. Поверхность решётки выпуклая в отличие от плоских решёток американских и российских аналогов. Диапазон частот — C.
Кроме того, корабль оснащён двухкоординатным радаром дальнего воздушного обзора 517H-1 (код НАТО — Knife Rest), российским радаром управления оружием Band Stand для противокорабельных ракет и артиллерийской установки и двумя радарами типа 327G (код НАТО — Rice Lamp) для управления артиллерийскими установками малой дальности.
Band Stand представляет собой активный радар I-диапазона с дальностью до 250 км и пассивный широкополосный радар с дальностью обнаружения 450 км.
Гидроакустическое оборудование состоит из внутрикорпусного активного/пассивного сонара SJD-8/9 (на основе французского сонара DUBV-23), предназначенного для обзора и управления противолодочным оружием.
Эсминец вооружён новой китайской системой электронного противодействия с радаром на основе фазированной решётки для пассивного и активного подавления сигналов.

## Состав серии
По данным.
| Бортовой номер | Название             | Заложен    | Спущен на воду | Введён в строй | Флот      | Порт приписки | Статус  |
| -------------- | -------------------- | ---------- | -------------- | -------------- | --------- | ------------- | ------- |
| 170            | Ланьчжоу (кит. 兰州) | конец 2002 | 29.04.2003     | 07.2004        | Южный     | Чжаньцзян     | В строю |
| 171            | Хайкоу (кит. 海口)   |            | 30.10.2003     | 12.2005        | Южный     | Чжаньцзян     | В строю |
| 150            | Чанчунь (кит. 长春)  |            | 28.11.2010     | 31.01.2013     | Восточный | Чжоушань      | В строю |
| 151            | Чжэнчжоу (кит. 郑州) |            | 20.7.2011      | 26.12.2013     | Восточный | Чжоушань      | В строю |
| 152            | Цзинань (кит. 济南)  |            | 12.2011        | 27.06.2014     | Восточный | Чжоушань      | В строю |
| 153            | Сиань (кит. 西安)    |            | 16.06.2012     | 09.02.2015     | Восточный | Чжоушань      | В строю |

## Type 052D
На сайте defence.pk представлено изображение китайских эсминцев Type 052C и Type 052D. На модернизированном корабле револьверные установки вертикального пуска ракет заменены на УВП модульно-ячеистого типа (по восемь ячеек в модуле — два ряда по четыре) подобно американской Mk41. Однако из-за больших габаритов носовая УВП китайского эсминца Type 52D вмещает всего четыре модуля (32ячейки). Носовая УВП американского эсминца типа «Арли Бёрк», как известно, вмещает также 4  модуля (32 ячейки). Тем не менее (по сравнению с УВП револьверного типа), китайцам удалось увеличить количество используемых типов ракет до трех.
Также на эсминце Type 052D кормовая 30-мм 7-ствольная МЗАК Type 730 заменены на ЗРК FL-3000N (аналог американского ЗРК ближней обороны RAM.но не с 21-й , а с 24-мя ракетами). Судя по изображению, есть изменения и в составе радиоэлектронного вооружения.